# Jacob Jacobsen Dampe

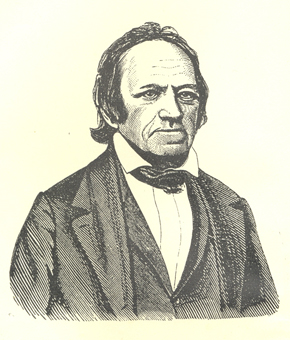
Jacob Jacobsen Dampe

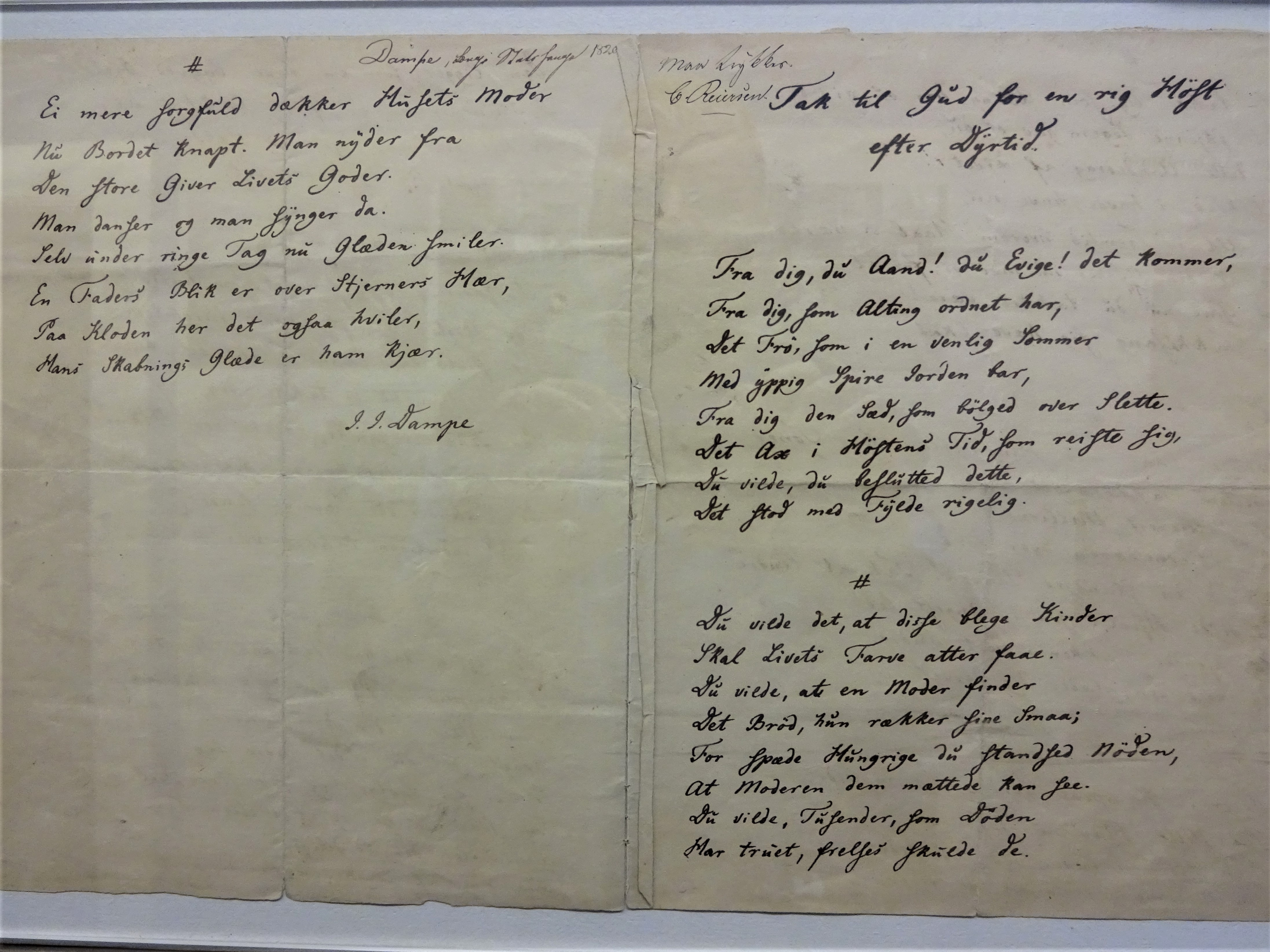
Gedicht von Dampe mit seiner Handschrift aus Jahr 1820

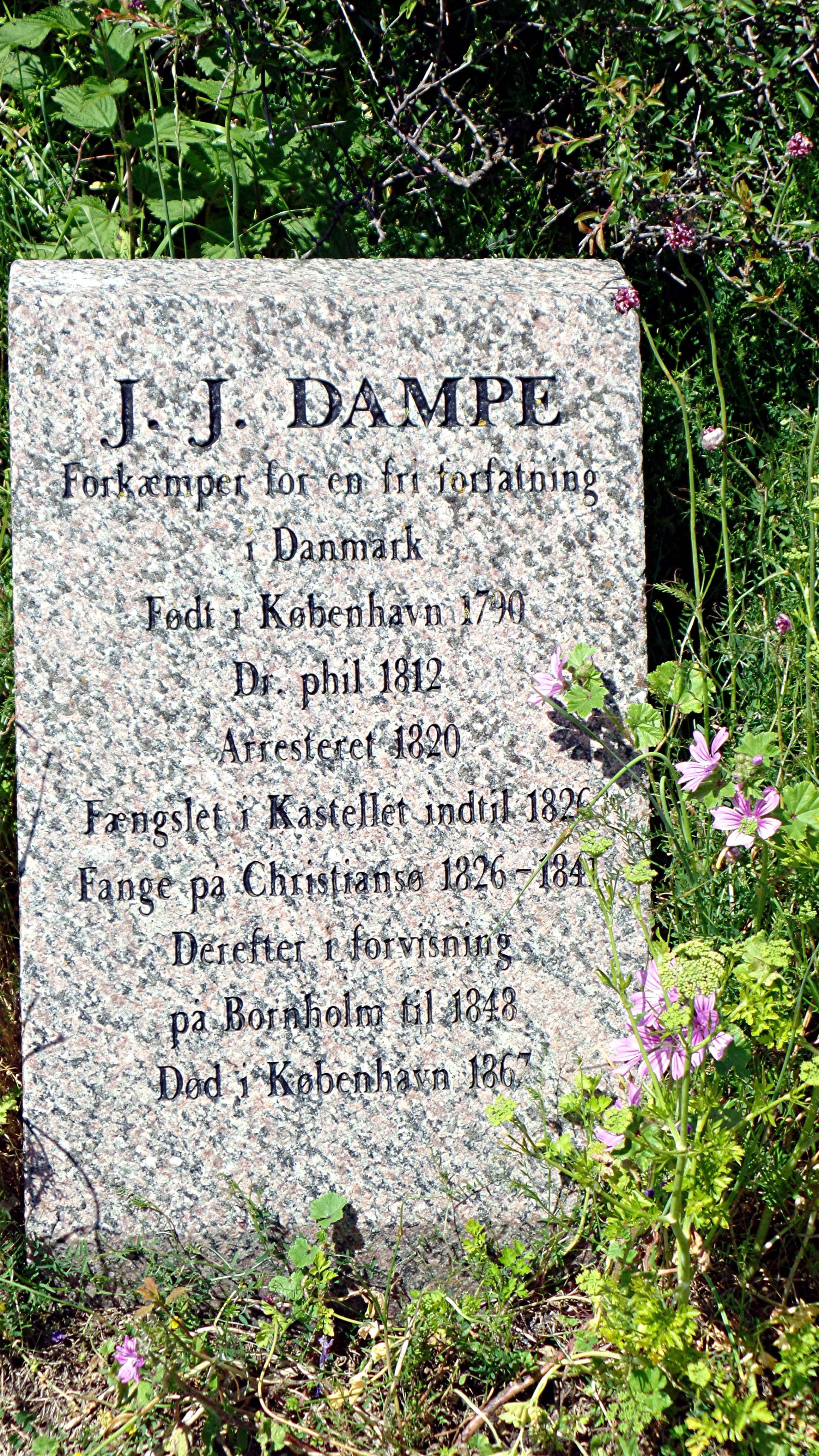
Gedenkstein vor dem Gefängnis auf Frederiksø

Jacob Jacobsen Dampe (* 10. Januar 1790 in Kopenhagen; † 22. Dezember 1867 ebenda) war ein dänischer Theologe und Philosoph.

## Leben
Dampe wurde als Sohn eines Schneiders geboren. Er wurde Theologe, fing an zu unterrichten und promovierte 1812 zum Dr. phil. über die Ethik des Korans. Mit Dorothea Kirstine Boye schloss er die Ehe. Einige Zeit war er als Zeitungsredakteur tätig. Im Jahr 1816 zog er nach Kopenhagen und gründete eine Schule für reiche Familien, die bereits vier Jahre später geschlossen wurde. In Kopenhagen wurde man auf ihn aufmerksam durch satirische Artikel in verschiedenen Magazinen, Predigten über die Übereinstimmung der Freiheit mit dem Geist des Christentums und einer Mitgliedschaft in einem Leseklub Clio für Männer mit „freisinnigen Ansichten“. Während der sogenannten „Judenfehde“ im Jahr 1819 wurden seine Äußerungen als Zustimmung zu den Unruhen gewertet und man erteilte ihm ein Kanzelverbot. Als Akademiker nutzte er seine Befugnis Vorträge zu halten. Diese wurden unter Zensur gestellt. Es kam zum Verbot, diese Vorträge fortzusetzen. Man befürchtete, dass er die „Achtung der Religion“ zersetzen würde.
Nach der Scheidung im Jahr 1819 kam er in finanzielle Schwierigkeiten, wurde aus dem Klub Clio ausgeschlossen, weil er die Mitgliedsbeiträge nicht aufbringen konnte. Im November 1820 fing er an, einen Plan für eine „volkstümliche“ Verfassung mit dem Ziel der Abschaffung des Absolutismus zu erarbeiten. Er lud dazu Gleichgesinnte ein und wurde von Freunden und einem entlassenen Hauptmann Carl Top unterstützt. Schon bei der ersten Versammlung wurde er verhaftet. Es folgte eine Anklage wegen Hochverrats (Aufruhr gegen Frederik VI.), dem eine Verurteilung zum Tode folgte, diese Strafe wurde später in eine lebenslängliche Haft geändert.
Die Jahre 1820 bis 1826 verbrachte Dampe in Festungshaft auf der Erbseninsel Christiansø und die Zeit von 1826 bis 1841 in dem für ihn errichteten Gefängnis auf Frederiksø, wo seine Zelle besichtigt werden kann.